# Meyn
Meyn (danès Meden) és un municipi de l'estat alemany de Slesvig-Holstein, a l'amt Schafflund en el districte de Slesvig-Flensburg. Es troba a 13 kilòmetres de Flensburg. El 2022 tenia 737 habitants.